# ارين أمبروز
ارين أمبروز (بالإنجليزية: Warren Ambrose) هو رياضياتي أمريكي، ولد في 25 أكتوبر 1914 في إلينوي في الولايات المتحدة، وتوفي في 4 ديسمبر 1995 في باريس في فرنسا.